# Ro (personaggio)
Ro (Roo in lingua originale), chiamato Guro nei romanzi, è un personaggio "immaginario" dell'universo di Winnie the Pooh.

## Genesi del personaggio
Venne ideato, come tutti i personaggi dell'universo di Winnie the Pooh, da Alan Alexander Milne, il quale era solito raccontare al figlio Christopher Robin delle storie ambientate nella Foresta di Ashdown, nella contea dell'East Sussex, che avevano come protagonisti il bambino stesso e i suoi balocchi di pezza, tra i quali spiccava l'orsacchiotto Winnie Puh, il pupazzo preferito di Christopher. Negli anni fra le due guerre mondiali, Milne raccolse queste storie nei due libri Winnie Puh (1926) e La strada di Puh (1928) con le illustrazione di Ernest Howard Shepard. Ro compare, con sua madre Kanga, nel settimo capitolo del primo libro, Nel quale Can e Guro arrivano nella Foresta e Porcelletto fa il bagno.

## Caratterizzazione del personaggio
Caratterizzato come un piccolo canguro di pezza, è chiamato da tutti "il piccolo Ro"; in realtà, l'essere considerato piccolo o definito come tale fa arrabbiare o intristire Ro più di ogni altra cosa. Ama saltellare e mangiare i biscotti preparati da sua madre e gli piace anche fare i bagni nel fango e fingersi un pirata. Va d'accordo con tutti gli abitanti del Bosco dei Cento Acri ed ha come migliori amici il tigrotto Tigro e, in un secondo tempo, anche l'efelante Effy.

## Trasposizione in altri media

### Cinema
Nel 1961, Walt Disney rileva i diritti d'autore al fine di realizzarne la trasposizione dei racconti in un lungometraggio. Resosi però conto che il pubblico americano non conosceva i personaggi di Winnie Puh, scelse di produrre un cortometraggio a due bobine; il primo, Winny-Puh l'orsetto goloso, diretto da Wolfgang Reitherman, esordì nel febbraio 1966. Alcuni nomi vengono modificati, fra questi quelli di Kan che diviene Kanga e Guro che diviene Roo. La prima apparizione cinematografica di Ro (Roo) insieme a sua madre Kanga è nel secondo cortometraggio, Troppo vento per Winny-Puh (Winnie the Pooh and the Blustery Day), pubblicato nel dicembre 1968. Successivamente il personaggio è comparso in tre cortometraggi, nove lungometraggi e quattro serie televisive.
Il personaggio compare nei lungometraggi:
- Le avventure di Winnie the Pooh (1977)
- Winnie the Pooh: Tempo di regali (1999)
- T come Tigro... e tutti gli amici di Winnie the Pooh (2000)
- Pimpi, piccolo grande eroe (2003)
- Winnie the Pooh: Ro e la magia della primavera (2004)
- Winnie the Pooh e gli Efelanti (2005)
- Il primo Halloween da Efelante (2005)
- Winnie the Pooh - Nuove avventure nel Bosco dei 100 Acri (2011)
- Ritorno al Bosco dei 100 Acri (2018)

### Televisione
- Le nuove avventure di Winnie the Pooh (1988-1991)
- Il libro di Pooh (2001-2003)
- I miei amici Tigro e Pooh (2007-2015)